# Niphona andamanica
Niphona andamanica är en skalbaggsart som beskrevs av Stefan von Breuning 1938. Niphona andamanica ingår i släktet Niphona och familjen långhorningar. Inga underarter finns listade i Catalogue of Life.